# Tillandsia narthecioides
Tillandsia narthecioides är en gräsväxtart som beskrevs av Karel Presl. Tillandsia narthecioides ingår i släktet Tillandsia och familjen Bromeliaceae. Inga underarter finns listade i Catalogue of Life.